# Gnaphosa muscorum
Gnaphosa muscorum es una especie de araña araneomorfa del género Gnaphosa, familia Gnaphosidae. Fue descrita científicamente por L. Koch, 1866.
Habita en América del Norte (Nuevo México y Virginia Occidental), Europa, Cáucaso, Rusia (Europa al Lejano Oriente), Kazajistán, China y Corea.